# Badacsonytomaj
Badacsonytomaj  este un oraș în districtul Tapolca, județul Veszprém, Ungaria, având o populație de 2.341 de locuitori (2011). 

## Demografie
Componența etnică a orașului Badacsonytomaj
     Maghiari (97,34%)
     Germani (2,04%)
     Necunoscut (0,63%)
     Alții (0,63%)
Componența confesională a orașului Badacsonytomaj
     Romano-catolici (55,15%)
     Fără religie (6,19%)
     Reformați (2,01%)
     Luterani (1,07%)
     Necunoscută (34,77%)
     Alte religii (1,2%)
Conform recensământului din 2011, orașul Badacsonytomaj avea 2.341 de locuitori. Din punct de vedere etnic, majoritatea locuitorilor (97,34%) erau maghiari, cu o minoritate de germani (2,04%). Apartenența etnică nu este cunoscută în cazul a 0,63% din locuitori.  Din punct de vedere confesional, majoritatea locuitorilor (55,15%) erau romano-catolici, existând și minorități de persoane fără religie (6,19%), reformați (2,01%) și luterani (1,07%). Pentru 34,77% din locuitori nu este cunoscută apartenența confesională.